# Chenesa Grande
Chenesa Grande
(in croato Vela Kneža), detta anche Conte Grande, è un'isoletta della Dalmazia meridionale, in Croazia adiacente all'isola di Curzola. Amministrativamente appartiene al comune della città di Curzola, nella regione raguseo-narentana.
Chenesa Grande assieme alla vicina Chenesa Piccola sono anche chiamate scogli Knesa o Knesi e sono adiacenti al lato settentrionale di Curzola nel canale di Sabbioncello (Peljieški kanal) a est di punta Chenesa (rt Kneža), detta anche Knesa o capo Conte, e a nord del piccolo villaggio di Chenesa. L'isoletta ha una superficie di 0,037 km², la sua costa è lunga 0,75 km, l'altezza è di 18,1 m. Sul suo lato settentrionale c'è un piccolo faro. La distanza da punta Chenesa è di circa 200 m.
In direzione sud-ovest, a circa 310 m, si trova Chenesa Piccola o Conte Piccolo (Mala Kneža), all'interno della baia omonima; l'isoletta ha un'area di 0,014 km² e la costa lunga 446 m 42°58′40″N 17°02′50″E.

### Cartografia
- (HR) Mappa topografica della Croazia 1:25000, su preglednik.arkod.hr. URL consultato il 2 febbraio 2017.
- * G. Giani, Carta prospettiva delle Comuni censuarie della Dalmazia, foglio 9, 1839. Fondo Miscellanea cartografica catastale, Archivio di Stato di Trieste.